# جون مكافري
جون مكافري (بالإنجليزية: John McCaffrey)‏ هو لاعب قذف أيرلندي، ولد في 11 سبتمبر 1987 في دبلن في جمهورية أيرلندا.